# Divize B 1987/1988
V soubojích 23. ročníku fotbalové České divize B 1987/88 se utkalo 16 týmů dvoukolovým systémem podzim – jaro. Tento ročník fotbalové soutěže začal v srpnu 1987 a skončil v červnu 1988.

## Nové týmy v sezoně 1987/88
Z 3. ligy – sk. A 1986/87 sestoupilo do Divize B mužstvo TJ Sparta ČKD Praha junioři. Z krajských přeborů ročníku 1986/87 postoupila vítězná mužstva TJ VTŽ Chomutov "B" ze Severočeského krajského přeboru, TJ Baník Sokolov ze Západočeského krajského přeboru a TJ Kablo Kročehlavy ze Středočeského krajského přeboru.

## Výsledná tabulka
| Poř. | Tým                           | Z  | V  | R  | P  | VG | OG | B  |
| ---- | ----------------------------- | -- | -- | -- | -- | -- | -- | -- |
| 1.   | TJ Rudá hvězda Cheb junioři   | 30 | 21 | 4  | 5  | 82 | 28 | 46 |
| 2.   | TJ Sparta ČKD Praha junioři   | 30 | 18 | 3  | 9  | 69 | 35 | 39 |
| 3.   | VTJ Slaný                     | 30 | 14 | 8  | 8  | 51 | 35 | 36 |
| 4.   | TJ Baník Sokolov              | 30 | 14 | 6  | 10 | 52 | 41 | 34 |
| 5.   | TJ Slovan Varnsdorf           | 30 | 11 | 9  | 10 | 36 | 33 | 31 |
| 6.   | TJ EMĚ Mělník                 | 30 | 12 | 7  | 11 | 49 | 50 | 31 |
| 7.   | TJ Kablo Kročehlavy           | 30 | 11 | 9  | 10 | 41 | 43 | 31 |
| 8.   | TJ Jiskra Nový Bor            | 30 | 11 | 8  | 11 | 32 | 39 | 30 |
| 9.   | TJ Lokomotiva Kladno          | 30 | 13 | 3  | 14 | 35 | 37 | 29 |
| 10.  | TJ Spartak Roudnice nad Labem | 30 | 10 | 9  | 11 | 59 | 62 | 29 |
| 11.  | TJ Slavoj Litoměřice          | 30 | 11 | 6  | 13 | 35 | 48 | 28 |
| 12.  | TJ KŽ Králův Dvůr             | 30 | 7  | 12 | 11 | 36 | 52 | 26 |
| 13.  | TJ Kaučuk Kralupy nad Vltavou | 30 | 11 | 4  | 15 | 49 | 69 | 26 |
| 14.  | TJ VTŽ Chomutov "B"           | 30 | 8  | 9  | 13 | 44 | 45 | 25 |
| 15.  | TJ Slavia Karlovy Vary        | 30 | 8  | 5  | 17 | 46 | 63 | 21 |
| 16.  | TJ Chmelařství Žatec          | 30 | 5  | 8  | 17 | 33 | 69 | 18 |

Poznámky:
- Z = Odehrané zápasy; V = Vítězství; R = Remízy; P = Prohry; VG = Vstřelené góly; OG = Obdržené góly; B = Body

|  | Postup do 3. ligy – sk. A 1988/89                |
|  | Sestup do příslušného oblastního přeboru 1988/89 |